# Braconella tibialis
Braconella tibialis är en stekelart som beskrevs av Szepligeti 1914. Braconella tibialis ingår i släktet Braconella och familjen bracksteklar. Inga underarter finns listade.